# Aeroportul Aiyura
Aeroportul Aiyura (IATA: AYU, ICAO: AYAY) este un aeroport din Aiyura⁠(d), Papua Noua Guinee.
Situat la o altitudine de 1.554 m, aeroportul dispune de o singură pistă.